# Extensible Stylesheet Language Transformations

XSLT-stroomschema

XSLT of XSL Transform, voluit Extensible Stylesheet Language Transformations, is een standaard voor het omzetten van de informatie in een XML-document naar een ander formaat, of een anders gestructureerd XML-document. Veelgebruikte toepassingen zijn omzettingen naar XHTML, WML en PDF. Het maakt samen met XSL-FO (oftewel XSLFO, oftewel XSLF) deel uit van de XSL-specificaties.
Een XML-document heeft een boomstructuur, waarop door XSLT transformaties worden uitgevoerd. XSLT is declaratief, de regels van XSLT-code worden recursief toegepast. XSLT is zelf ook een variant van XML, dat wil zeggen dat een XSLT-document moet voldoen aan de XML-specificaties.
In de praktijk wordt XSLT vaak in combinatie met Cascading Style Sheets (CSS) of XSL-FO toegepast, omdat de styleerfunctionaliteit niet door XSLT wordt ondersteund. In de toekomst zal XSL-FO steeds meer voor dit laatste gebruikt worden in plaats van CSS, omdat XSL-FO speciaal voor XML is ontworpen en krachtiger is dan CSS.

De volgende template toont dat een XSLT-programma zelf uit XML-code bestaat:
```
 <?xml version="1.0" encoding="UTF-8"?>

 <xsl:stylesheet version="1.0" xmlns:xsl="
http://www.w3.org/1999/XSL/Transform
">

   <xsl:output method="xml" version="1.0" encoding="UTF-8" indent="yes"/>

 ...
 </xsl:stylesheet>
```

Op het wereldwijde web wordt XSLT zowel aan de kant van de client als aan de kant van de server gebruikt. Clients zoals webbrowsers kunnen XSLT gebruiken om opgevraagde XML-documenten om te zetten naar HTML. Aan de server kant wordt XSLT ook veel gebruikt om XML-documenten om te zetten naar andere formaten of structuren.
Voor verschillende talen zijn XSLT-processors beschikbaar. Zo kan een Java-programma gebruikmaken van Xalan en een PHP-programma van de Sablotron-library.